# Antalcidas
Antalcidas (Grieks Αντ[ι]αλκιδας) was een Spartaanse veldheer en diplomaat.
Hij wist eerst de satraap Tiribazus (in 392) en vervolgens ook koning Artaxerxes II (in 388) ervan te overtuigen dat de Perzische belangen beter gediend zouden zijn bij een bondgenootschap met Sparta dan met Athene. Nadat er door zijn bemiddeling dan ook een Perzisch-Spartaanse alliantie tot stand was gekomen, blokkeerde hij, met Perzische goedkeuring, de Hellespont en dwong hij in 386 de Atheners en hun bondgenoten tot een in veler ogen beschamende vrede (de zogenaamde Koningsvrede), waarbij de Griekse steden in Klein-Azië opnieuw onder Perzisch gezag kwamen.
Antalcidas ondernam nog andere diplomatieke missies in Perzië, in 372 en 367. Deze laatste liep echter op een faliekante mislukking uit, en leidde mogelijk tot zijn zelfdoding.